# Filonis
Filonis (en grec antic: Φιλωνίς) era una princesa de la Fòcida, filla de Deíon i potser de Diomede, filla de Xutos.
En parla Hesíode al Catàleg de les dones i diu que va tenir dos fills, Autòlic, amb Hermes, i Filàmon amb Apol·lo, amb els que es va allitar la mateixa nit. Gai Juli Higí explica en un lloc la mateixa llegenda, i diu que la parella dels dos déus aquella nit també hauria pogut ser la nimfa Quíone, filla de Dedalió. Higí també diu que Ceix era fill d'Hèsper o de Fòsfor, i de Filonis.